# Сахалинлаг
Сахалинла́г (Сахали́нский исправи́тельно-трудово́й ла́герь) — подразделение, действовавшее в системе исправительно-трудовых учреждений СССР.

## История
Сахалинлаг был создан в 1948 году. Управление Сахалинлага располагалось в городе Оха, Сахалинская область. В оперативном командовании он подчинялся первоначально ГУЛАГу, с 1950 года — Главному управлению лагерей железнодорожного строительства (ГУЛЖДС), c 1951 года — Главному управлению лагерей по строительству нефтеперерабатывающих заводов и предприятий искусственного жидкого топлива (Главспецнефтестрой, ГСНС), с 1953 года — Управлению лагерей и колоний Управления Министерства юстиции по Сахалинской области и с 1954 года — Управлению лагерей и колоний Управления внутренних дел Сахалинской области.
Максимальное единовременное количество заключённых могло составлять более 15 500 человек.
Сахалинлаг прекратил своё существование в 1954 году.

## Производство
Основным видом производственной деятельности заключённых было строительство объектов нефтяной промышленности и жилищное строительство.

## Начальники
- Успенский Д.В., подполковник с 20.08.48 по 26.07.52;
- Князев Н.Г., подполковник (полковник), между 17.07.52 и 30.01.53;
- он же и.о. начальника, с 01.04.53 по 26.11.53;
- и.о. начальника Козленко С.Я. старший лейтенант, с 26.11.53 по 04.07.54;
- Ершов В.К., подполковник, ? — 19.11.54;

### Заместители начальника
- Бадьин А.И., подполковник, с 20.08.48 по 17.04.51;
- Князев Н.Г., подполковник, с 17.04.51 — ?;
- Филаткин П.Д., подполковник, с 22.06.53 — ?.